# Andy Ruiz Jr.
Andrés Ponce Ruiz Jr. (11 de setembro de 1989) é um boxeador profissional com dupla nacionalidade (mexicana e americana) que foi o campeão mundial unificado WBA, IBF, WBO, IBO . Ruiz se tornou campeão em 1 de junho de 2019, derrotando Anthony Joshua em uma vitória por TKO no sétimo round. Perdendo seus títulos para Joshua em sua luta de revanche